# اعتلال عضلي تسممي درقي
الاعتلال العضلي التسممي الدرقي اضطراب عصبي عضلي يتطور بسبب فرط إنتاج هرمون الغدة الدرقية، الثيروكسين. يُعرف أيضًا باسم الاعتلال العضلي المرتبط بفرط الدرقية، وهو أحد الاعتلالات العضلية العديدة التي تؤدي إلى ضعف العضلات وانهيار الأنسجة العضلية. تشير الدلائل إلى أن البداية قد تكون ناجمة عن فرط نشاط الغدة الدرقية. هناك سببان معروفان لفرط نشاط الغدة الدرقية يؤديان إلى الإصابة بالاعتلال العضلي التسممي الدرقي، الدُّراق عديد العقيدات وداء غريفز. قد تشمل الأعراض الجسدية للاعتلال العضلي التسممي الدرقي ضعف العضلات، وانهيار الأنسجة العضلية، والإعياء، وعدم تحمل الحرارة. قد تزداد صعوبة إتمام الأنشطة الجسدية اليومية مثل حمل الأغراض وصعود السلالم. إذا لم يُعالج، قد يكون الاعتلال العضلي التسممي الدرقي اضطرابًا منهكًا للغاية ويؤدي في حالات نادرة جدًا إلى الوفاة. إذا شُخص وعولج بشكل صحيح، يمكن السيطرة على أعراضه وعكسها، في معظم الحالات، دون ترك آثار دائمة.

## الأعراض والعلامات
قد تشمل الأعراض الجسدية:
- ضعف العضلات
- تنكس الأنسجة العضلية
- إعياء
- عدم تحمل الحرارة

## السبب
يرتبط الاعتلال العضلي التسممي الدرقي ارتباطًا مباشرًا بسمية الثيروكسين. يُعتقد أن هذا الاضطراب هو نتيجة مباشرة لفرط الدرقية، وخاصةً فرط الدرقية الناجم عن داء غريفز أو الدُّراق عديد العقيدات. يسبب كلاهما زيادة إفراز الغدة الدرقية لهرمون الثيروكسين. الدُّراق عديد العقيدات هو حالة تتطور فيها العقيدات في الغدة الدرقية. ينتج فرط إنتاج هرمون الثيروكسين عن تضخم الغدة الدرقية. داء غريفز هو مرض مناعي ذاتي يهاجم فيه الجهاز المناعي الغدة الدرقية ما يؤدي إلى زيادة إنتاج هرمون الثيروكسين.

## العلاج
عادةً ما يُعالج الاعتلال العضلي التسممي الدرقي بالتعاون مع العديد من الأخصائيين الطبيين. يعمل أخصائي الأعصاب والعضلات وأخصائي الغدد الصم والجراح وطبيب العيون على توحيد جهودهم لعلاج مرضى الاعتلال العضلي التسممي الدرقي بنجاح. إذا أصيب المريض بتدهور شديد في العضلات نتيجةً لمرض الاعتلال العضلي التسممي الدرقي، يمكن استشارة معالج فيزيائي لإعادة التأهيل. نظرًا لأن زيادة الثيروكسن يؤدي إلى ظهور الاعتلال العضلي التسممي الدرقي، يكون الهدف العام من العلاج هو تقليل فرط إنتاج الثيروكسين من الغدة الدرقية واستعادة الاستتباب الطبيعي للغدة الدرقية. يمكن تحقيق ذلك بثلاث طرق بما في ذلك استخدام الأدوية والإشعاع والجراحة.
يتضمن الخيار الأول استخدام الأدوية للتخفيف من الأعراض وعكس الضرر عن طريق حصر إنتاج الثيروكسين من الغدة الدرقية. تستخدم حاصرات بيتا للتخفيف من الأعراض المرتبطة بمرض الاعتلال العضلي التسممي الدرقي. لكن حاصرات بيتا لا تقلل الضرر الناجم عن الثيروكسين الزائد. يمكن إعطاء الأدوية مثل بروبيل ثيوراسيل وميثيمازول لمنع إفراز الثيروكسين من الغدة الدرقية ومنع الضرر الذي يلحقه هذا الهرمون بأنسجة الألياف العضلية.
أحد خيارات العلاج هو استخدام اليود المشع الذي يثبط الغدة الدرقية مفرطة النشاط بشكل مباشر. تستخدم الغدة الدرقية اليود بشكل طبيعي لإنتاج الثيروكسين والهرمونات الأخرى. لا يمكنها التمييز بين اليود العادي والنظير المشع. يؤدي استخدام النظير المشع إلى امتصاص الغدة الدرقية لليود المدمر وسرعان ما يعطل الإشعاع عملها. يمكن عادةً معاكسة فرط إنتاج الثيروكسين باستخدام جرعة واحدة من اليود المشع. مشكلة هذا العلاج هي تعطيل الغدة الدرقية تمامًا، أي غالبًا ما يصاب المرضى بقصور الدرقية. يحدث ذلك لدى بعض المرضى بعد عدة أشهر فقط من العلاج بينما قد لا يتأثر البعض الآخر لمدة 20-30 عامًا. يجب أن يبدأ مرضى قصور الدرقية نظام العلاج باستخدام الهرمونات البديلة للغدة الدرقية مدى الحياة. رغم أن ظهور قصور الدرقية أكثر شيوعًا مع العلاج باليود المشع، لوحظت الحالة أيضًا لدى المرضى الذين عولجوا بسلسلة الأدوية والجراحة.